# Virgin Orbit
Virgin Orbit är ett företag inom riskkapitalorganisationen Virgin Group. Företaget planerar att tillhandahålla uppskjutningstjänster för små satelliter och bildades 2017 för att utveckla uppskjutningar av LauncherOne-raketen som starta från Cosmic Girl. Cosmic Girl var tidigare ett projekt inom Virgin Galactic. Virgin Orbits huvudkontor ligger i Long Beach, Kalifornien, och har mer än 300 anställda under ledning av VD:n Dan Hart. Dan Hart var tidigare vice VD för satellitsystemet i statliga Boeing.
Virgin Orbit fokuserar på små satellituppskjutningar, inom vilket Virgin Galatictic fokuserar på tre funktioner. Dessa funktioner är: mänskliga rymdflygningsoperationer; små satellituppskjutningar och avancerad flyg- och rymddesign samt tillverkning och kontroll.